# 프레데리크 알레펠트

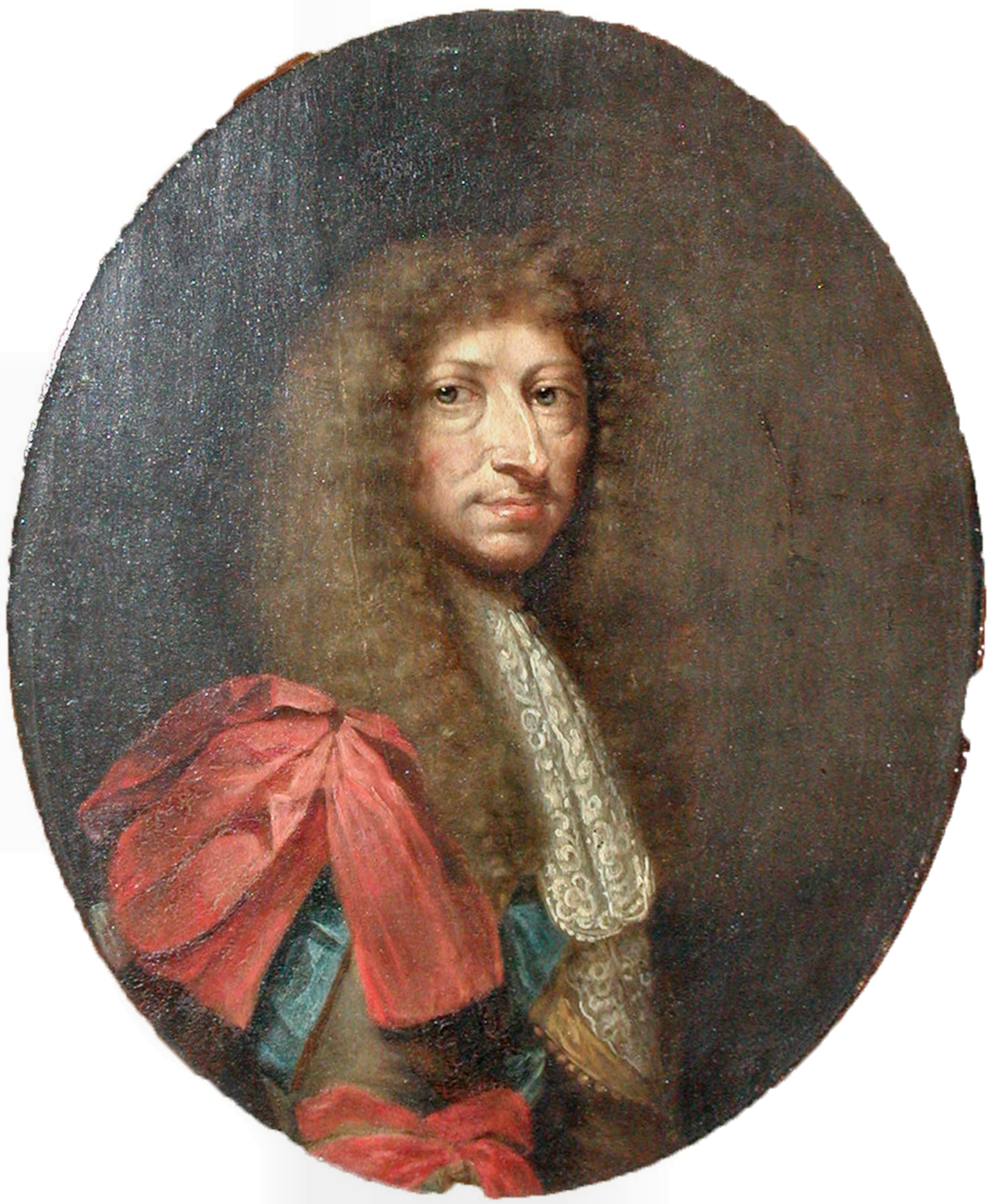
프레데리크 알레펠트

프레데리크 알레펠트(덴마크어: Frederik Ahlefeldt, 1623년 ~ 1686년 7월 7일)는 덴마크의 정치인이다.
윌란반도 남부에 위치한 쇠고르(Søgård) 출신이며 1656년에는 크리스티안 란차우스(Christian Rantzaus)의 유일한 딸인 마르그레테 도로테아(Margrete Dorothea)와 결혼했다. 1657년에 공직에 발탁되면서부터 외교관으로 활동했다. 1661년 2월에는 잉글랜드와의 통상 조약을 체결했고 1663년에는 덴마크 정부로부터 코끼리 훈장을 받았다.